# J. D. 데이비스

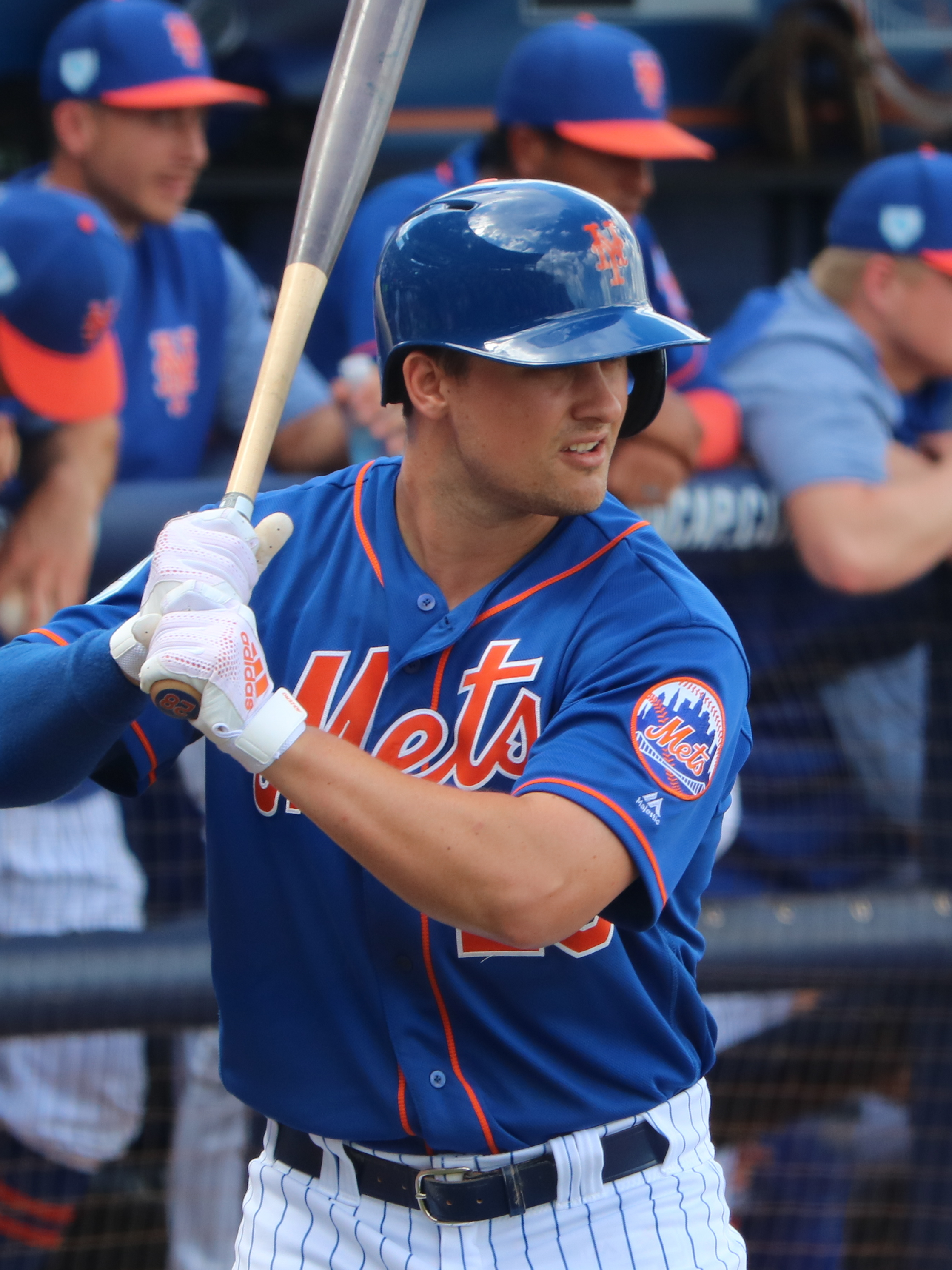
2019년 모습

J. D. 데이비스(J. D. Davis, 본명: 조나단 그레고리 "J.D." 데이비스, Jonathan Gregory "J.D." Davis, 1993년 4월 27일 ~ )는 미국 프로 야구 메이저 리그 베이스볼(MLB) 뉴욕 양키스의 3루수이다. 이전에 휴스턴 애스트로스, 뉴욕 메츠, 샌프란시스코 자이언츠, 오클랜드 애슬레틱스에서 MLB에서 뛰었다. 데이비스는 캘리포니아 주립대학교 풀러턴에서 대학 야구를 했으며 2014년 MLB 드래프트 3라운드에서 애스트로스에 지명되었다. 2017년 애스트로스에서 MLB 데뷔를 했다.

## 아마추어 경력
데이비스는 캘리포니아 엘크 그로브에 있는 엘크 그로브 고등학교에 다녔다. 2008년부터 2011년까지 1루, 3루, 투구를 맡았으며 타율 .444, .337, .486, .505를 기록했다. 투수로서 통산 165이닝 동안 삼진 219개를 기록했으며 무실점을 기록했다. 평균자책점(ERA) 2.60 이상. 올 델타 밸리 콘퍼런스(All-Delta Valley Conference)에 4번, 올 메트로(All-Metro)에 3번, 고등학교 올 아메리칸(All-American) 및 북부 캘리포니아 올해의 선수로 2번 선정되었다. 또한 2008년 2학년 때 쿼터백과 플레이스키커로 축구를 했으며 올리그 선수였다. 이듬해 프리시즌 스크리미지에서 다리가 부러졌다.
탬파베이 레이스는 2011년 메이저 리그 베이스볼 드래프트 5라운드에서 데이비스를 선택했다. 데이비스는 계약을 맺지 않았고 캘리포니아 주립 대학교 풀러턴에 다녔으며 2012년부터 2014년까지 칼 스테이트 풀러턴 타이탄스(Cal State Fullerton Titans)에서 대학 야구를 했다. 데이비스는 우익수와 1루수로 뛰었으며 마무리 투수로도 활동했다. 2012년에 노스웨스트 리그의 위스콘신 우드척스에서 대학 여름 야구를 뛰었고 타율 .344, 방어율 2.10으로 4승 0패를 기록했고 퍼펙트 게임(Perfect Game)에 의해 여름 올아메리칸 유틸리티 선수로 선정되었으며 시즌이 일찍 끝났다. 7월 19일 위스콘신에서 정면 자동차 충돌 사고로 쇄골이 부러졌을 때. 2013년에 케이프 코드 야구 리그(CCBL)의 채텀 앵글러스에서 여름 야구 경기에 출전해 타율 .311/.402/447을 기록했다. 데이비스는 리그 올스타 게임에서 이스트 디비전의 가장 가치있는 선수로 선정되었으며 2013 케이프 코드 올 리그 팀(Cape Cod All-League Team)에 선정되었다.
2013년 2학년 때 데이비스는 빅 웨스트 콘퍼런스(Big West Conference)에서 50타점(타점)으로 3위, 볼넷 41개로 4위에 올랐으며 폴러턴 올 리저널 팀(Fullerton All-Regional Team)과 빅 웨스트 콘퍼런스 퍼스트 팀(Big West Conference First Team)에 지명되었다. 2014년 주니어 시절 장타율 .523으로 컨퍼런스 2위, 16개의 2루타와 5개의 3루타로 3위, 볼넷 32개로 4위, 43타점으로 8위, 출루율 .419로 9위를 기록했다. 타이탄스에서 3년 동안 156경기에서 타율 .307/.394/.461, 14홈런, 113타점을 기록했다. 투수로서 36경기(8선발)에서 방어율 2.94, 11세이브를 기록하며 5승 5패의 기록을 세웠다.